# نیپون یوسن

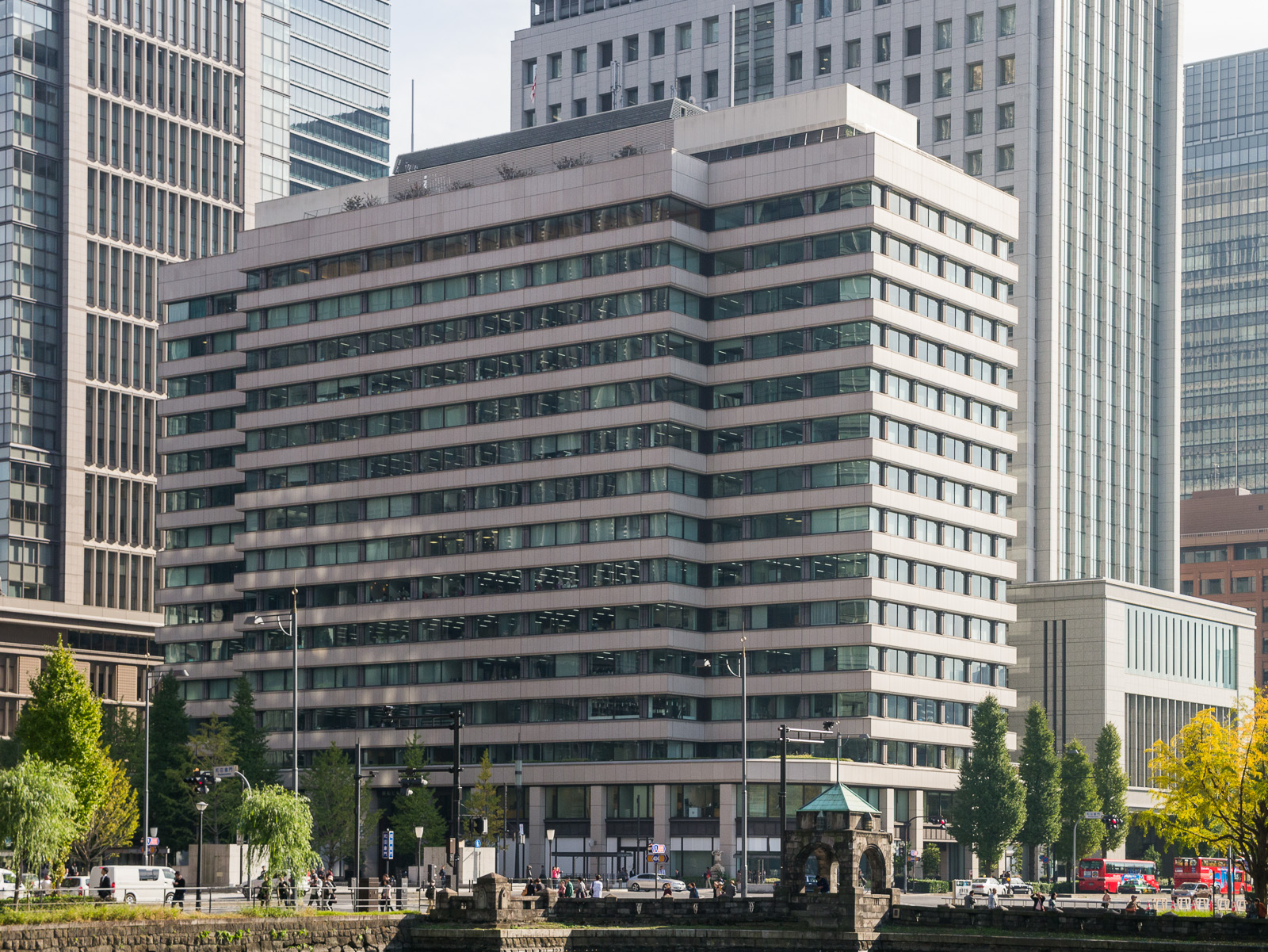
ساختمان دفتر مرکزی نیپون یوسن

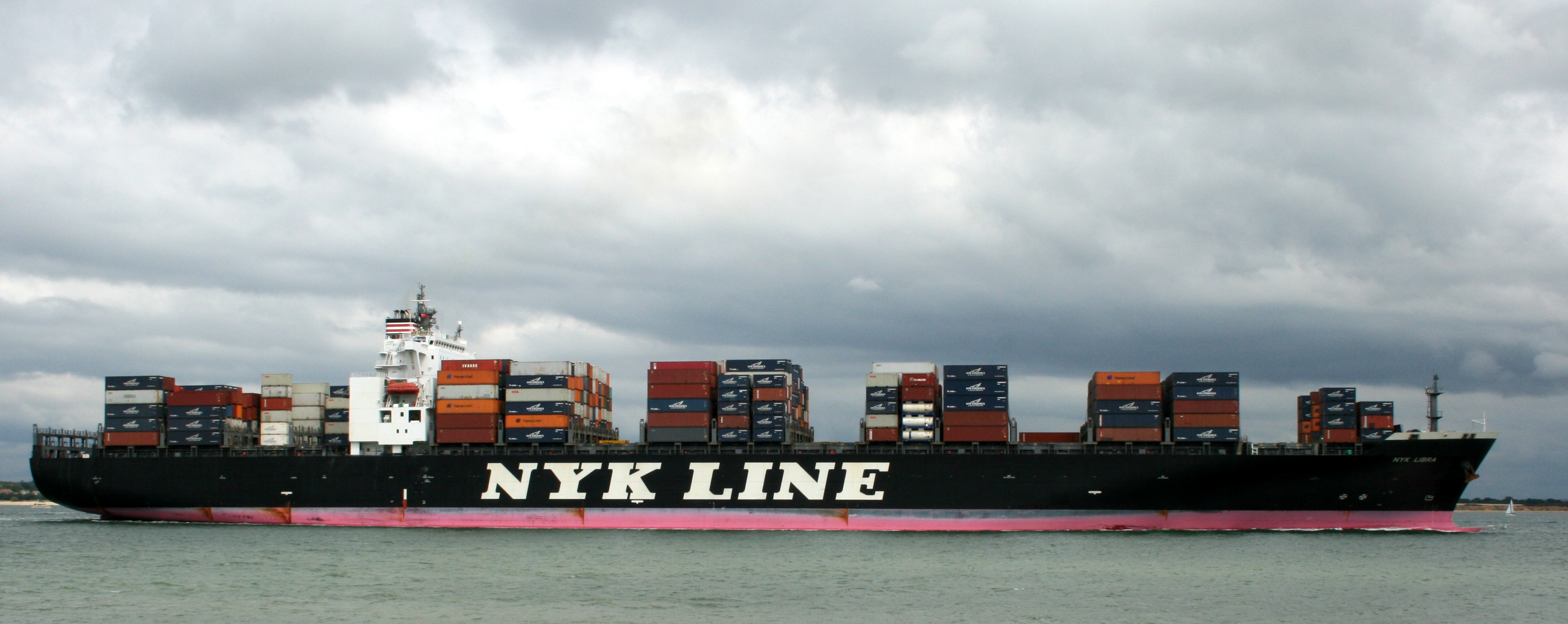
ان‌وای‌کی لیبرا، کشتی کانتینری متعلق به نیپون یوسن، در بندر ساوتهمپتون

نیپون یوسن (به ژاپنی: 日本郵船株式会社) شرکت ترابری دریایی ژاپنی است، که در زمینه ارائه خدمات کشتیرانی، خدمات لجستیکی و مدیریت ترمینال‌ها و بنادر تجاری فعالیت می‌کند.
شرکت نیپون یوسن در سال ۱۸۹۳ راه‌اندازی شد و در حال حاضر مالک ناوگانی از کشتی‌های گردشی، کشتی‌های کانتینری، کشتی‌های بیمارستانی و کشتی‌های فله‌بر می‌باشد.
دفتر مرکزی این شرکت در شهر چیودا، توکیو، ژاپن قرار دارد و بخشی از سهام آن در بازارهای بورس توکیو و بورس اوساکا معامله می‌شود.